# Cartello della droga

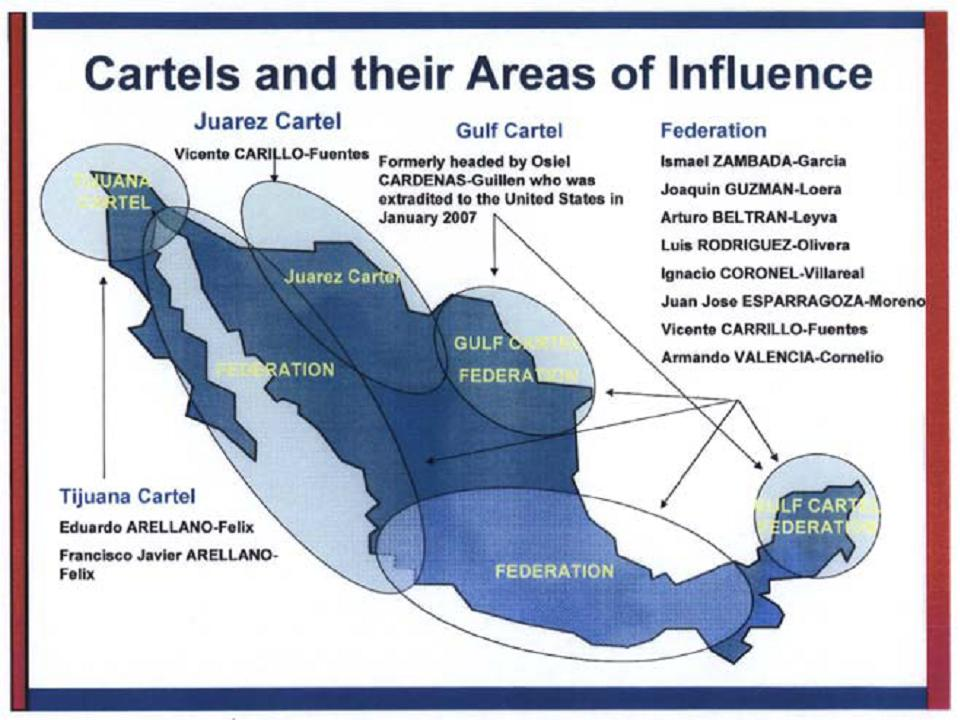
Aree di influenza dei cartelli della droga messicani nel 2008

Un cartello della droga è un insieme di organizzazioni che costituiscono un unico sistema criminale che opera a livello internazionale e transnazionale nel campo del traffico di droga.

## Caratteristiche
I cartelli si dividono per dimensioni, dai semplici accordi di gestione per produzione e smercio di droga tra narcotrafficanti, ai formali gruppi criminali impegnati sia nell'importazione che nell'esportazione di stupefacenti.
Solitamente il termine viene applicato a quelle organizzazioni che hanno fatto della distribuzione di droghe, in particolare cocaina, la loro principale attività lucrativa, raggiungendo accordi a livello nazionale ed internazionale per il coordinamento delle operazioni. Se un cartello finisce di accordarsi con altre confederazioni criminali per dedicarsi anche ad altre attività illegali, smette di essere tale e diventa un'organizzazione criminale comune correlata al mondo della droga.

## Aree di attività
I principali cartelli della droga sono nativi dell'America Latina, principalmente: Messico, Venezuela, Colombia, Ecuador, Perú, Bolivia e Brasile, ma sono anche presenti nel continente asiatico in Afghanistan e nelle regioni del Sud-est asiatico. Alcuni cartelli sono presenti negli Stati Uniti, dove si sono stabiliti nel corso del tempo soppiantando in parte le vecchie organizzazioni criminali offrendo minori costi. Si trovano in città quali New York, Phoenix, Houston, Atlanta, Los Angeles e San Diego.

## Organizzazioni famose
Uno dei cartelli di narcotraffico più estesi e famigerati fu il cartello di Medellín, operante - durante il XX secolo - anni settanta ed ottanta in America ed Europa.